# Монтанелли, Джузеппе
Джузеппе Монтанелли (итал. Giuseppe Montanelli; 21 января 1813, Фучеккьо — 17 июня 1862, там же) — итальянский писатель и патриот, деятель демократического крыла итальянского движения Рисорджименто.

## Биография
В детстве занимался игрой на органе и композицией. В 1836 году выпустил том лирических стихотворений; в 1840 году занял кафедру итальянского, гражданского и торгового права в Пизанском университете и напечатал несколько сочинений по своей специальности. В 1844 году он основал общество Fratelli italiani. Участвовал в Австро-итальянской войне, в 1848 году сражался при Куртатоне, где был ранен, попал в плен к австрийцам, но был выкуплен; осенью того же года избрался в Учредительное собрание Тосканы, став автором лозунга его созыва; считал, что собрание должно возглавить борьбу против австрийцев, концом которой станет их изгнание из Италии и объединение страны. В том же году основал газету L’Italia. С 27 октября 1848 года по февраль 1849 года был фактическим главой правительства Тосканы, 10 января сформировав национальное учредительное собрание; после бегства великого герцога Леопольда III был избран во временное тосканское правительство, так называемый триумвират, безуспешно пытаясь добиться провозглашения в Тоскане республики и её объединения с возникшей тогда же Римской республикой.
По наступлении в 1850-е годы реакции Монтанелли удалился в Париж (будучи заочно осуждён на родине), где, находясь в сношениях с Кинэ, Мишле, Луи Бланом, Ламеннэ и другими, выпустил ряд произведений, в которых интерес содержания соединяется с красотой чистого тосканского языка: «Memorie sull’Italia е specialmente sulla Toscana dal 1814—50» (Турин, 1853—1855); драматическое стихотворение «La sensazione» (Париж, 1856); трагедия «Camma», написанная для Ристори; «Il partito nazionale italiano» (Typин, 1856); «L’impero, il papato, la democrazia in Italia» (Флоренция, 1859). В своих работах этого времени он анализировал опыт революции и, нарисовав под влиянием идей Прудона утопическую картину будущего социалистического строя, пришёл к мысли о необходимости социального характера будущей революции в Италии.
С началом в 1859 году революции в Италии он вновь вернулся в Тоскану и сражался добровольцем в рядах борцов за единство и свободу Италии против Австрии. Был избран депутатом Учредительного собрания Тосканы, выступая в нём за низложение великого герцога и против присоединения к Сардинскому королевству без получения особых гарантий. В 1861 году был избран депутатом итальянского парламента. Посмертное сочинение Монтанелли — «Dell’ordinamento nazionale» (Флоренция, 1862).